# Scribblenauts
Scribblenauts är ett pussel- och actionspel utvecklat av 5th Cell till Nintendo DS och utgivet av Warner Bros. Interactive Entertainment. Spelet har en framväxande spelstil, vilket innebär att komplexa situationer kan uppstå ur enkel spelmekanik. Scribblenauts släpptes den 15 september 2009 i USA, den 30 september i Australien och den 9 oktober i Europa. Spelet är 5th Cells tredje till Nintendo DS, deras tidigare spel är Drawn to Life och Lock's Quest. En ny version, Scribblenauts Remix är det senaste utskottet av spelet. Det finns tillgängligt endast i Appstore för tillfället.
Målet i Scribblenauts är att klara olika pussel och samla "Starites", en typ av stjärnor, vilket spelaren gör genom att uppkalla objekt från en databas med tiotusentals substantiv genom att skriva objektets namn på pekskärmen.
Scribblenauts visades för första gången i spelbar form på E3-mässan 2009 och fick där flera "Best of Show"-utmärkelser samt en utmärkelse för mest originella spel.

## Utveckling
För att skapa orddatabasen jobbade 5 personer i sex månader enbart med att leta upp ord och lägga in dem.

## Karaktärer
Maxwell är huvudpersonen i spelet och den man spelar med först i spelet, sedan kan man köpa fler figurer, med s.k. ollars, valutan i Scribblenauts. Maxwell har hörlurar på huvudet, och en hatt som ser ut som en tuppkam, kallad Rooster Hat eller Rooster Helmet.

## Mottagande
I februari 2010 tillkännagav Warner Bros. att spelet hade sålts i över en miljon exemplar internationellt.